# Zábavní pyrotechnika

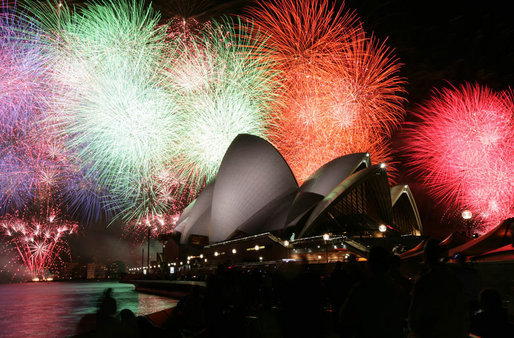
Novoroční ohňostroj nad operou v Sydney

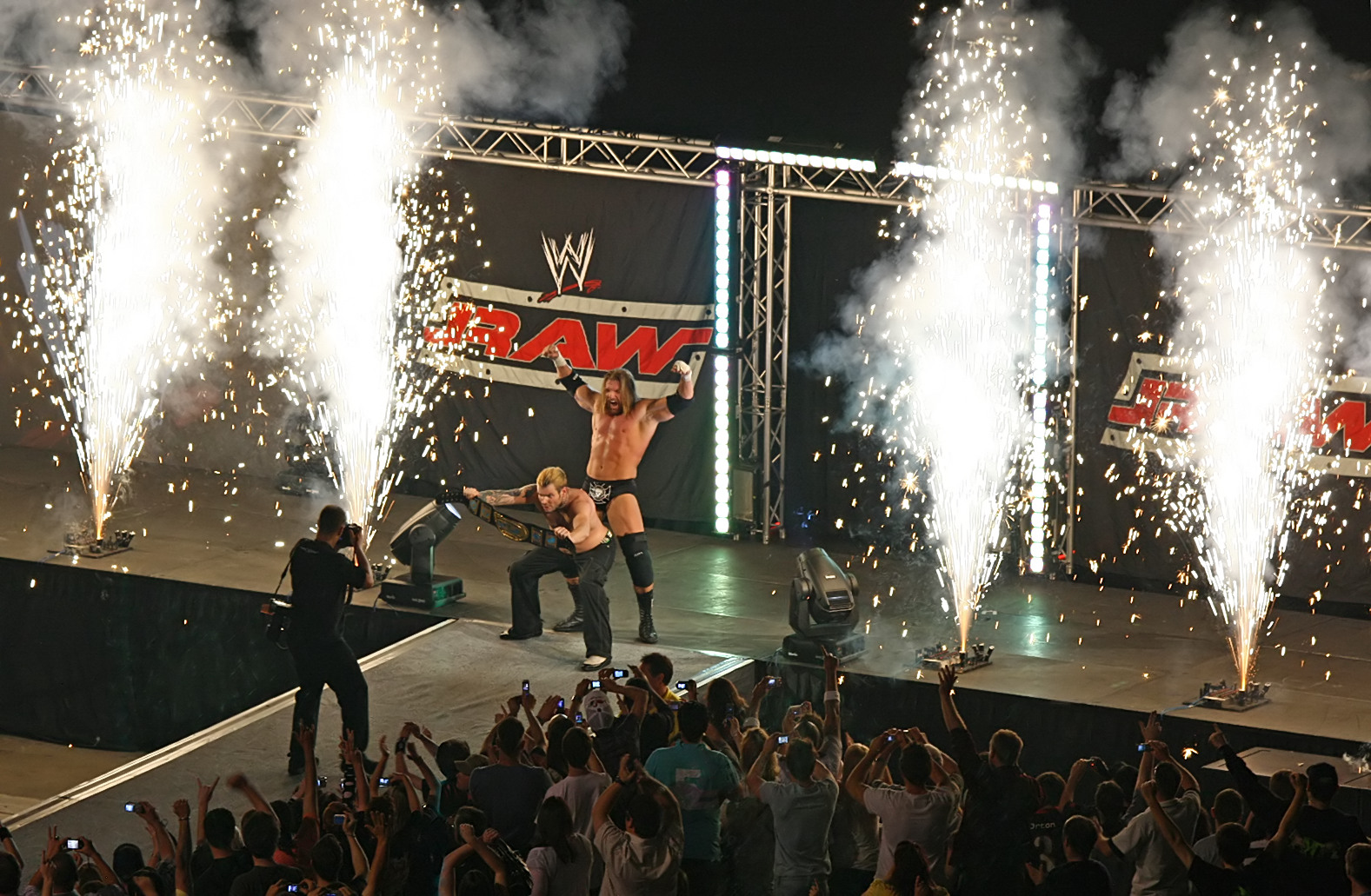
Pyrotechnické efekty během wrestlerské show

Zábavní pyrotechnika jsou pyrotechnické výrobky, které obsahují různé chemické sloučeniny a směsi, jež po zapálení vybuchují či vytvářejí zvukové či světelné efekty.
Zvukové efekty vytváří zejména petardy či tzv. dělové rány (lidově „dělobuchy“), mezi světelné pak patří prskavky, světlice, světelné kaskády či přízemní rotující výrobky.
Zábavně-pyrotechnické výrobky obsahují okysličovadla (dusičnany, chlorečnany) a hořlaviny (uhlí, síra či práškové kovy – hořčík, hliník, železo, ale také např. cukry, plasty či pryskyřice).

## Druhy
Dětská pyrotechnikaPyrotechnické výrobky kategorie F1, jejich prodej a použití jsou omezeny věkovou hranicí 15 let.
Fontány, vulkányPřízemní efekty, zpravidla dosahují výšky 4–8 metrů.
RaketySkládají se ze dvou základních částí – stabilizátoru (špejle) a pyrotechnické nálože. Raketa se vynese do výšky, kde vytvoří středně velký efekt.
Římské svíceTrubky, v nichž jsou slisovány světlice, po zapálení vylétávají do výšek 5–10 metrů, u výrobků pro profesionální ohňostroje i výše.
PumyVystřelují se z moždíře do výšky okolo 100 m, kde vytvoří velkoplošné obrazce.
KompaktyKrabice s jednou zápalnicí, která po zapálení vystřeluje v určitých intervalech různobarevné pumy.
Petardy (dělobuchy)Produkují silný zvukový efekt většinou i se zábleskem.
Rotující předmětyVýrobky jsou zpravidla stylizovány do podoby hmyzu, po zapálení se roztočí a vznesou do výšky okolo 10 metrů, přitom jiskří a hvízdají.
DýmovniceProdukují bílý nebo barevný dým, nepoužívají se při ohňostrojích, ale v airsoftu a vojenství.

## Bezpečnost zábavní pyrotechniky
Zásady výroby a prodeje výrobků zábavní pyrotechniky určuje vyhláška Českého báňského úřadu č. 174/1992 Sb. Podle ní nesmí žádný z těchto výrobků být schopen dosáhnout větší výšky než 100 metrů, přičemž na zem nesmí dopadat žádné hořící zbytky. Časované pyrotechnické předměty (s výjimkou elektricky zažehovaných) musí mít mezi zážehem a spuštěním efektu zpoždění 3 až 6 sekund. Pyrotechnické slože (směsi hořlavin, oxidačních činidel a pojiv) nesmí být samozápalné.
Na bezpečnost pyrotechnických výrobků prodávaných v České republice dohlíží Český úřad pro zkoušení zbraní a střeliva.
Především u výrobků, jako jsou petardy, je nutno dané předměty zapalovat bez přímého doteku ruky – tj. např. položené na zem nebo na malé lopatce k házení. Zápalnice totiž může být poškozená a může vyhořet i během jediné sekundy, což může způsobit explozi a zranění ruky držící petardu. Podobně musí být výrobky, jako jsou kompakty, dobře ukotvené v zemi, aby se při činnosti nepřevrhly a nestřílely na osoby v okolí. Je nutno pamatovat na to, že nekvalitní zápalnice může neviditelně žhnout a během 10–20 minut se může bez varování rozběhnout naplno – a to i okamžitě vyhořet.

### Kategorie nebezpečnosti
Výrobky zábavní pyrotechniky se dělí do čtyř kategorií v závislosti na způsobu použití a podle jejich účelu a stupně nebezpečnosti, včetně úrovně hluku. Výroba, distribuce, prodej a použití zábavní pyrotechniky se řídí zákonem č. 206/2015 Sbírky zákonů. Kategorie pyrotechnického výrobku musí být výrobcem viditelně, čitelně a nesmazatelně vyznačena na obalu výrobku. Popis jednotlivých kategorií je uveden v příloze výše uvedeného zákona.
Kategorie F1Zábavní pyrotechnika, která představuje velmi malé nebezpečí a má zanedbatelnou úroveň hluku, a která je určena pro použití na omezených plochách, včetně zábavní pyrotechniky určené k použití uvnitř obytných budov. Tato zábavní pyrotechnika smí být prodávána pouze osobám starším 15 let.
Kategorie F2Zábavní pyrotechnika, která představuje malé nebezpečí a má nízkou úroveň hluku a která je určena pro venkovní použití na omezených plochách. Tato zábavní pyrotechnika smí být prodávána pouze osobám starším 18 let.
Kategorie F3Zábavní pyrotechnika, která představuje středně velké nebezpečí, je určena pro venkovní použití na otevřených prostranstvích a jejíž úroveň hluku nepoškozuje lidské zdraví. Tato zábavní pyrotechnika smí být prodávána pouze osobám starším 21 let.
Kategorie F4Zábavní pyrotechnika, která představuje velké nebezpečí a jejíž úroveň hluku nepoškozuje lidské zdraví. Prodej, nákup a manipulaci s výrobky v této kategorii smějí provádět pouze osoby mající platné osvědčení o odborné způsobilosti pro zacházení s pyrotechnickými výrobky vydané Českým báňským úřadem.
Jako výrobky spadající do kategorie F4 jsou v příloze zákona konkrétně uvedeny:
- kulové pumy jmenovitého průměru efektové části do 125 mm (5 palců) včetně, vyjma kulových pum s opakovacím efektem (kulových pum násobných)
- válcové pumy jmenovitého průměru do 100 mm (4 palce) včetně, vyjma válcových pum s opakovacím efektem (válcových pum násobných)
- baterie a kombinace o celkové čisté hmotnosti výbušných látek „NEC“ v jednom výrobku do 4000 g včetně
- římské svíce o celkové čisté hmotnosti výbušných látek „NEC“ v jednom výrobku do 1000 g včetně

### Znečištění ovzduší
Pevné částice v ovzduší při silvestrovském odpalování zábavní pyrotechniky výrazně vzrostou.